# Bomolocha abalinealis
Bomolocha abalinealis là một loài bướm đêm trong họ Noctuidae.